# Zakończeniem jest śmierć
Zakończeniem jest śmierć (ang. Death Comes as the End) – powieść kryminalna Agaty Christie wydana w 1945 roku.
Nietypowy w twórczości pisarki „kryminał” historyczny, którego akcja rozgrywa się nie współcześnie, lecz w czasach starożytnych. Jej miejscem jest Egipt (tebańskie miasto umarłych) około 2000 r. p.n.e. Jak przyznała autorka, inspirację stanowiło tłumaczenie paru egipskich listów z okresu XI dynastii, odnalezionych przez amerykańską ekspedycję archeologiczną w latach 20. XX wieku.

## Postacie
- Imhotep – głowa rodziny, kapłan ka (odprawiający uroczystości pogrzebowe).
- Nofret – młoda i piękna konkubina Imhotepa.
- Jahmose – najstarszy syn Imhotepa, zastępujący ojca w razie nieobecności. Przysparza jednak sporo kłopotów swoim niezdecydowaniem i uległym charakterem
- Satipy – władcza żona Jahmosego. Często krytykuje go za słabość charakteru i wyrzuca mu brak męskości.
- Sobek – drugi z synów Imhotepa. On z kolei przysparza kłopotów swoim nazbyt porywczym usposobieniem.
- Kait – żona Sobka i całkowite jego przeciwieństwo. Kobieta niezbyt inteligentna i nadzwyczaj spokojna, dla której całym światem jest gromadka jej dzieci.
- Renisenb – jedyna córka Imhotepa, młoda wdowa.
- Ipy – dorastający nieślubny syn Imhotepa, dziecko bardzo zarozumiałe i przebiegłe, pragnące pełnić jak najwyższą rolę w rodzinie, bez względu na młody wiek.
- Esa – matka Imhotepa. Najstarsza osoba w rodzinie, odznaczająca się niezwykłą inteligencją.
- Henet – krewna zmarłej żony Imhotepa. Ciągle podkreśla swoje oddanie i miłość do całej rodziny, jednak tak naprawdę jest to kobieta podła i siejąca intrygi. Podkochuje się w Imhotepie i skrycie marzy o związku z nim, co da jej władzę w domu. Postać pogardzana wśród większości domowników (ang. hen = kura).
- Hori – najwierniejszy pracownik Imhotepa, zaprzyjaźniony z całą rodziną, zakochany w Renisenb.
- Kameni – świeżo przybyły pisarz do pomocy Imhotepowi, znajomy Nofret, jednak z czasem on również zakochuje się w Renisenb.

## Treść

### Intryga
Akcja powieści rozgrywa się w starożytnym Egipcie, w Tebach. Renisenb, główna bohaterka, jest młodą wdową, która po tragicznej śmierci męża wraca wraz z córeczką do domu swego ojca. Urzeka ją panująca tu wciąż ta sama atmosfera, niczym żywcem przeniesiona sprzed lat. Trwa to jednak do czasu, kiedy głowa rodziny, kapłan ka, Imhotep, wraca do domu z młodą konkubiną, Nofret.
Nofret okazuje się złą i bezwzględną kobietą, która zraża do siebie całą rodzinę. Szybko wybuchają liczne awantury i nieporozumienia z jej udziałem. Renisenb jako jedyna próbuje zaprzyjaźnić się z Nofret, jednak i ona zostaje przez nią niemiło potraktowana. Kobieta podkochuje się bowiem w Kamenim, który darzy Renisenb coraz większym uczuciem. Jednocześnie Nofret podporządkowuje sobie Imhotepa w takim stopniu, że pragnie on wydziedziczyć dla niej całą swoją rodzinę. To przebiera miarkę - podczas nieobecności Imhotepa, Nofret zostaje zamordowana. Ktoś zepchnął ją z wysokiej ścieżki, prowadzącej do grobowca.
Rodzinie nie udaje się ustalić, kto tak naprawdę zabił Nofret, jednak wszyscy oddychają z ulgą - intruz został usunięty i wydaje się, że odtąd ich życie będzie płynęło dawnym, spokojnym nurtem. Wkrótce okazuje się, jak bardzo się mylili - członkowie rodziny giną kolejno w tajemniczych okolicznościach:
- Satipy spada ze ścieżki dokładnie w tym samym miejscu, co wcześniej Nofret.
- Sobek umiera, wypijając zatrute wino na jednej z uczt. Jahmose, który również pił to samo wino, ledwie uchodzi z życiem.
- Jeden ze służących zostaje zamordowany po tym, gdy zeznaje, że widział kobietę podobną do Nofret, kręcącą się koło beczki z winem z wieczór śmierci Sobka.
- Ipy zostaje znaleziony martwy nad brzegiem rzeki - ktoś przytrzymał mu głowę pod wodą.
- Esa umiera na skutek działania trucizny dodanej do maści.
- Henet zostaje uduszona płótnami, które wybierała do mumifikacji.

Wszyscy przekonani są, że za tragedie odpowiada duch Nofret, który powrócił z zaświatów, by zemścić się na swoich wrogach. Zaangażowany zostaje nawet specjalny kapłan, próbujący połączyć się ze światem umarłych i przebłagać upiora. Renisenb zdaje sobie jednak sprawę, że za zbrodnie odpowiada żyjąca osoba i winowajcy należy szukać w najbliższym otoczeniu.

### Rozwiązanie
Mordercą jest Jahmose. Okazuje się, że od zawsze był to człowiek sfrustrowany, który nie mógł znieść ciągłego pogardzania ze strony innych i wyrzucania mu braku męskości. Miarkę przebrała Nofret, która wprost wyśmiewała się z niego. W porywie wściekłości młodzieniec zepchnął ją ze skalnej ścieżki. Całą sytuację widziała z dołu Satipy. Spowodowało to u niej wstrząs i paniczny strach przed mężem do tego stopnia, że kiedy szła z nim przez ścieżkę, na której zginęła Nofret, przestraszyła się tak, że straciła równowagę i spadła w przepaść. Kolejnymi ofiarami Jahmosego byli Sobek i Ipy. Morderca nienawidził ich, gdyż zawsze cenieni byli wyżej przez ojca. Przy śmierci Sobka Jahmose dla pozoru również napił się wina, jednak zażył na tyle małą ilość, by być pewnym wyzdrowienia. Jednocześnie, by odwrócić od siebie podejrzenia, chciał stworzyć pozory działalności ducha Nofret. W tym celu nakazał swojemu służącemu złożyć fałszywe zeznania, a następnie uśmiercił go w obawie, że sprawa wyjdzie na jaw. Esa musiała zginąć, ponieważ zaczęła na własną rękę tropić sprawcę. Również Henet stała się niebezpieczna, ponieważ domyśliła się prawdy. Jahmose wykorzystał jednak jej podły charakter i udał, że chce wciągnąć ją do spółki, proponując wspólne zabicie Renisenb. Jednak kiedy Henet spełniła swoje zadanie i zwabiła Renisenb do grobowca, Jahmose i jej się pozbył. Następnie poszedł do grobowca, by zamordować Renisenb, z którą nie chciał dzielić się w przyszłości majątkiem ojca. Tu jednak na gorącym uczynku złapał go Hori, który w samą porę zabił mordercę strzałem z łuku i uratował życie Renisenb. To sprawiło, że dziewczyna zdecydowała się wyjść za niego, mimo że wcześniej obiecała rękę Kameniemu.